# إيفيت ناجي
إيفيت ناجي (بالمجرية: Nagy Ivett)‏ مواليد 28 يونيو 1982 في المجر، هي لاعبة كرة يد مجرية تلعب كجناح أيسر. مثلت منتخب المجر لكرة اليد للسيدات. حققت المركز الثالث في بطولة أوروبا لكرة اليد للسيدات 2004.

## سجل المنافسة
شاركت في البطولات التالية:
- بطولة أوروبا لكرة اليد للسيدات 2004

## الميداليات
| الميدالية | المسابقة                            |
| --------- | ----------------------------------- |
| برونزية   | بطولة أوروبا لكرة اليد للسيدات 2004 |